# أندرو باشمان
أندرو باشمان (بالإنجليزية: Andrew Bachman)‏ هو رائد أعمال أمريكي، ولد في 9 يونيو 1983 في ويلند في الولايات المتحدة.

## حياته والدراسة
وُلد أندرو ببلدة ويلاند مقاطعة ميدلسيكس الأمريكية من والدين يعملان بمجال الطب، درس بمدرسة بابسون في مدينة ويزلي تخرج منها في سنة 2006 .